# Paul Kochan
Paul Kochan (* 1. Dezember 1894 in Groß Eichholz, Landkreis Beeskow-Storkow; † 12. Februar 1975 in Berlin) war ein deutscher Politiker (FDP).
Paul Kochan besuchte ein Gymnasium und studierte an der Handelshochschule Berlin. Er wurde Diplom-Kaufmann und arbeitete zunächst in der Privatwirtschaft, später bei der Reichsbank in Berlin. Nach dem Zweiten Weltkrieg trat er 1945 der LDP bei und wurde Angestellter bei der Arbeitsverwaltung, 1959 ging er in den Ruhestand. Bei der Berliner Wahl 1967 wurde Kochan in das Abgeordnetenhaus von Berlin gewählt, dessen Alterspräsident er war.   